# 尤尼昂鎮區 (愛荷華州弗洛伊德縣)
尤尼昂鎮區（英語：Union Township）是位於美國愛荷華州弗洛伊德縣的一個行政鎮區。

## 地方資料
根據2010年美國人口普查的數據，尤尼昂鎮區的面積為106.59平方千米，當中陸地面積為105.62平方千米，而水域面積為0.97平方千米。當地共有人口682人，而人口密度為每平方千米6.4人。